# ASEAN Football Federation
ASEAN Football Federation (burmesiska: အာဆီယံဘောလုံးအဖွဲ့ချုပ်, indonesiska: Federasi Sepak Bola Perbara, malajiska: Persekutuan Bola Sepak ASEAN, portugisiska: Federação de Futebol da ASEAN, tamil: ஏசியான் கால்பந்துக் கூட்டமைப்பு, thai: สหพันธ์ฟุตบอลอาเซียน, vietnamesiska: Liên đoàn bóng đá ASEAN) även känt som AFF, ASEAN står för Association of Southeast Asian Nations, är sydöstasiens fotbollsförbund och grundades den 31 januari 1984 och är ett av AFC:s fem regionala fotbollsförbund. AFF är det äldsta regionala förbundet i asien.

## Medlemmar
- Australien (herr ·  dam)
- Brunei (herr ·  dam)
- Filippinerna (herr ·  dam)
- Indonesien (herr ·  dam)
- Kambodja (herr ·  dam)
- Laos (herr ·  dam)
- Malaysia (herr ·  dam)
- Myanmar (herr ·  dam)
- Singapore (herr ·  dam)
- Thailand (herr ·  dam)
- Vietnam (herr ·  dam)
- Östtimor (herr ·  dam)

## Turneringar
AFF anordnar ett par regionala turneringar
- Sydostasiatiska mästerskapet i fotboll för herrar (U16 ·  U19 ·  U22)
- Sydostasiatiska mästerskapet i fotboll för damer (U16 ·  U19)
- Sydostasiatiska mästerskapet i futsal för herrar
- Sydostasiatiska mästerskapet i futsal för damer
- Fotboll vid sydostasiatiska spelen (damer och herrar)
- Futsal vid sydostasiatiska spelen (damer och herrar)
- Sydostasiatiska mästerskapet i strandfotboll för herrar
- ASEAN Club Championship